# 1826年美國
|        | 美國歷史 \| 美國歷史年表                                                                                                   |
| 世紀： | 18世紀美國 \| 19世紀美國 \| 20世紀美國                                                                                     |
| 年代： | 1790年代美國 \| 1800年代美國 \| 1810年代美國 \| 1820年代美國 \| 1830年代美國 \| 1840年代美國 \| 1850年代美國               |
| 年份： | 1822年美國 \| 1823年美國 \| 1824年美國 \| 1825年美國 \| 1826年美國 \| 1827年美國 \| 1828年美國 \| 1829年美國 \| 1830年美國 |
| 紀年： | 美国独立50周年 |

## 聯邦政府

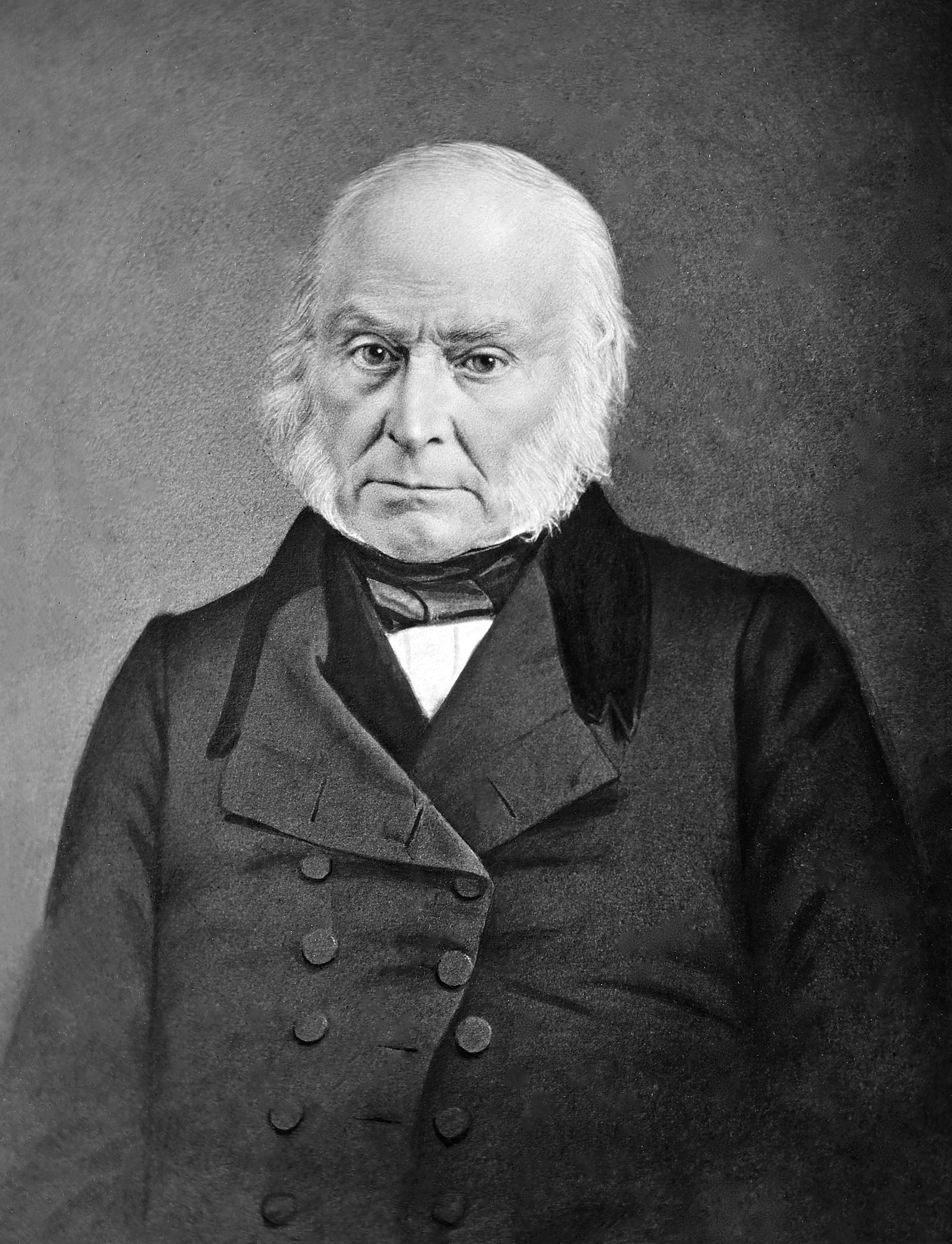
總統：约翰·昆西·亚当斯
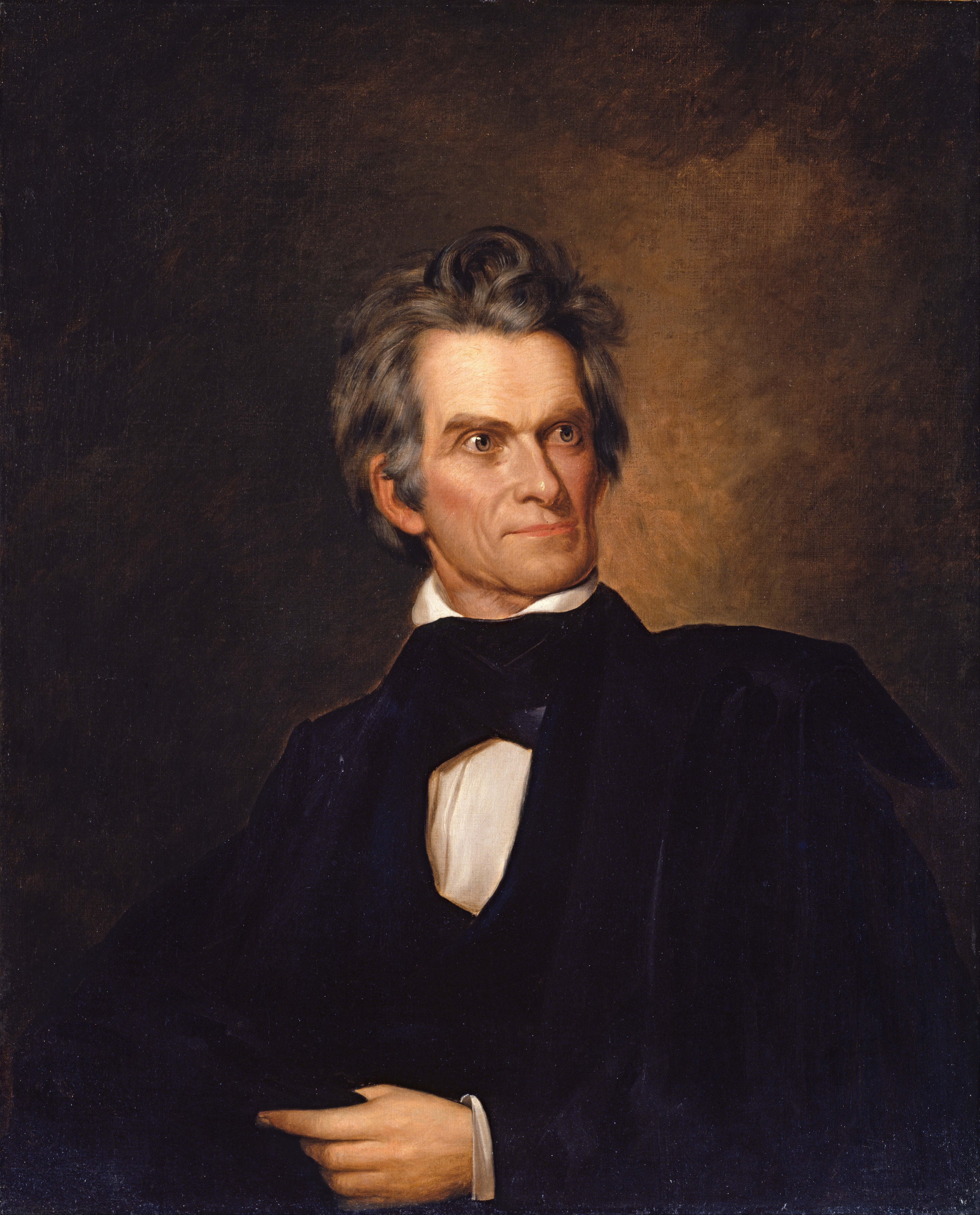
副總統：约翰·卡德威尔·卡尔霍恩
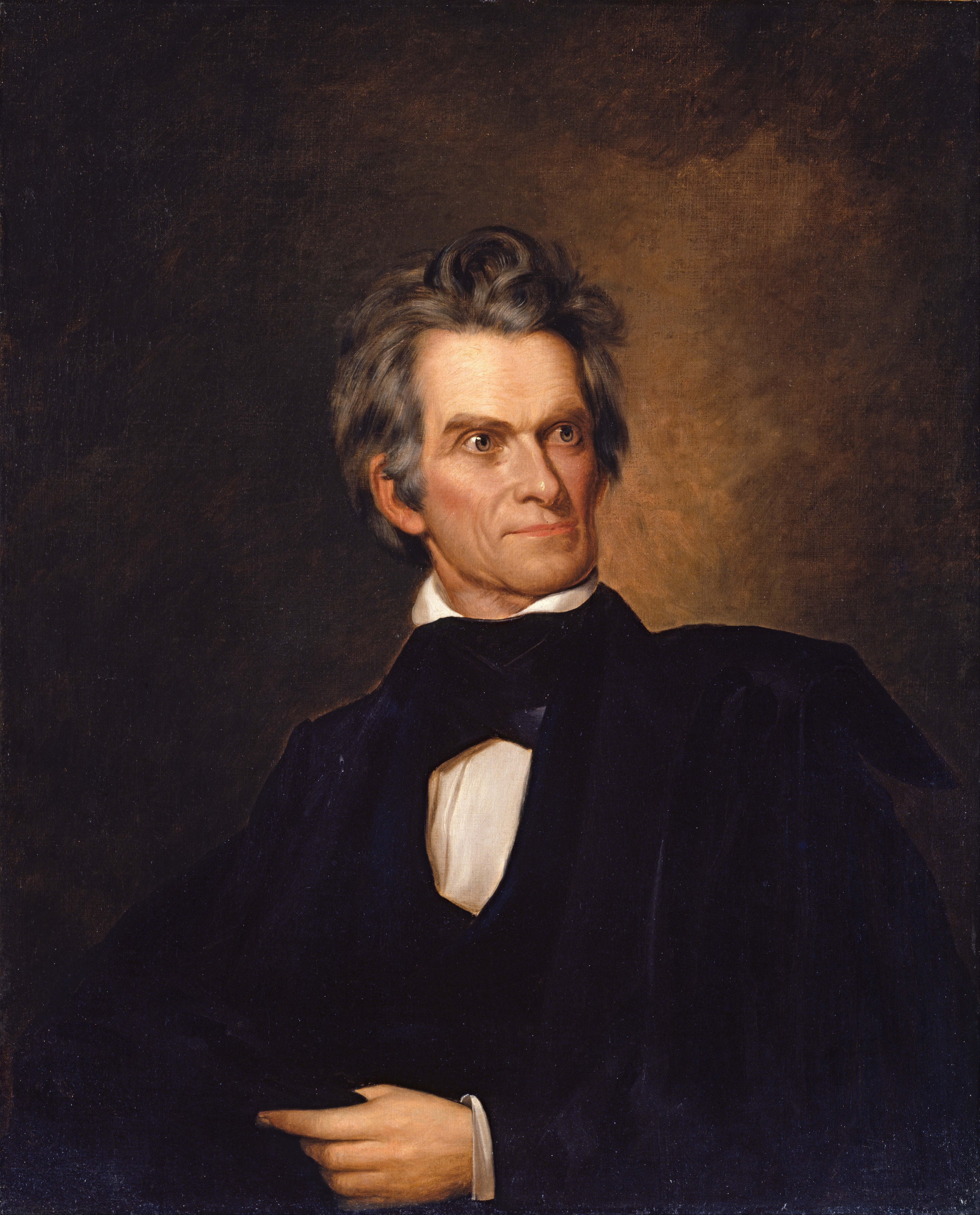
參議院議長：約翰·考宏（副總統兼任）
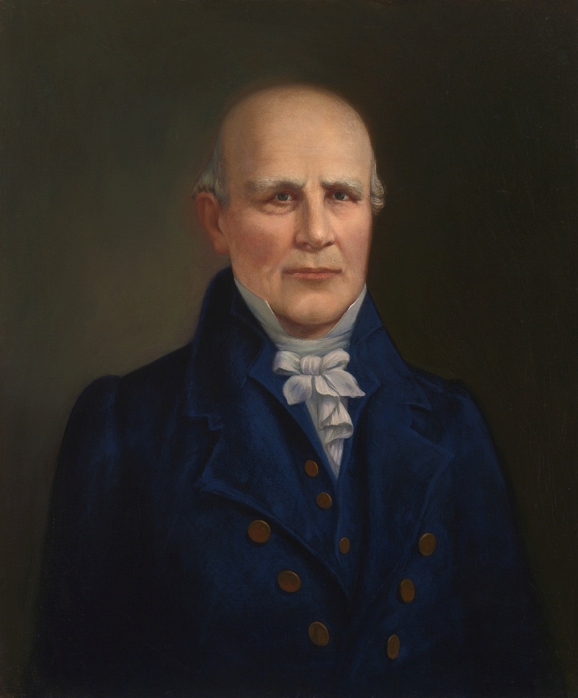
參議院臨時議長：納撒尼爾·梅肯
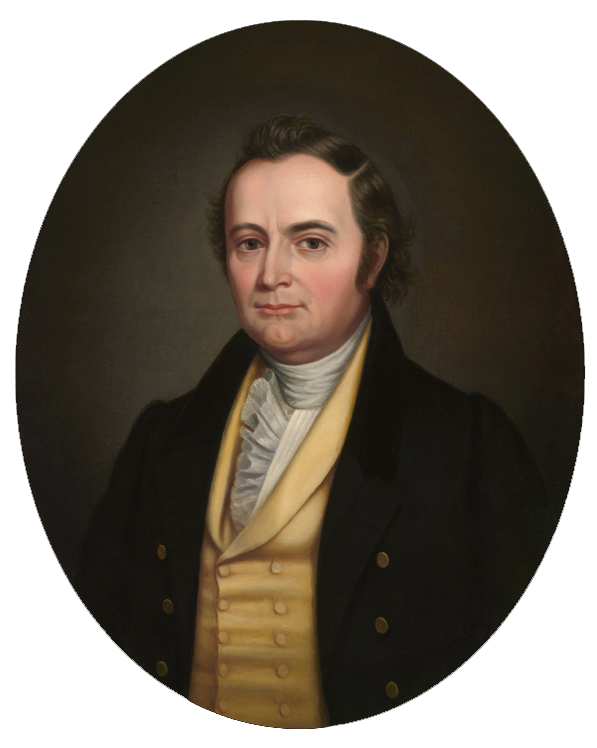
眾議院議長：約翰·W·泰勒
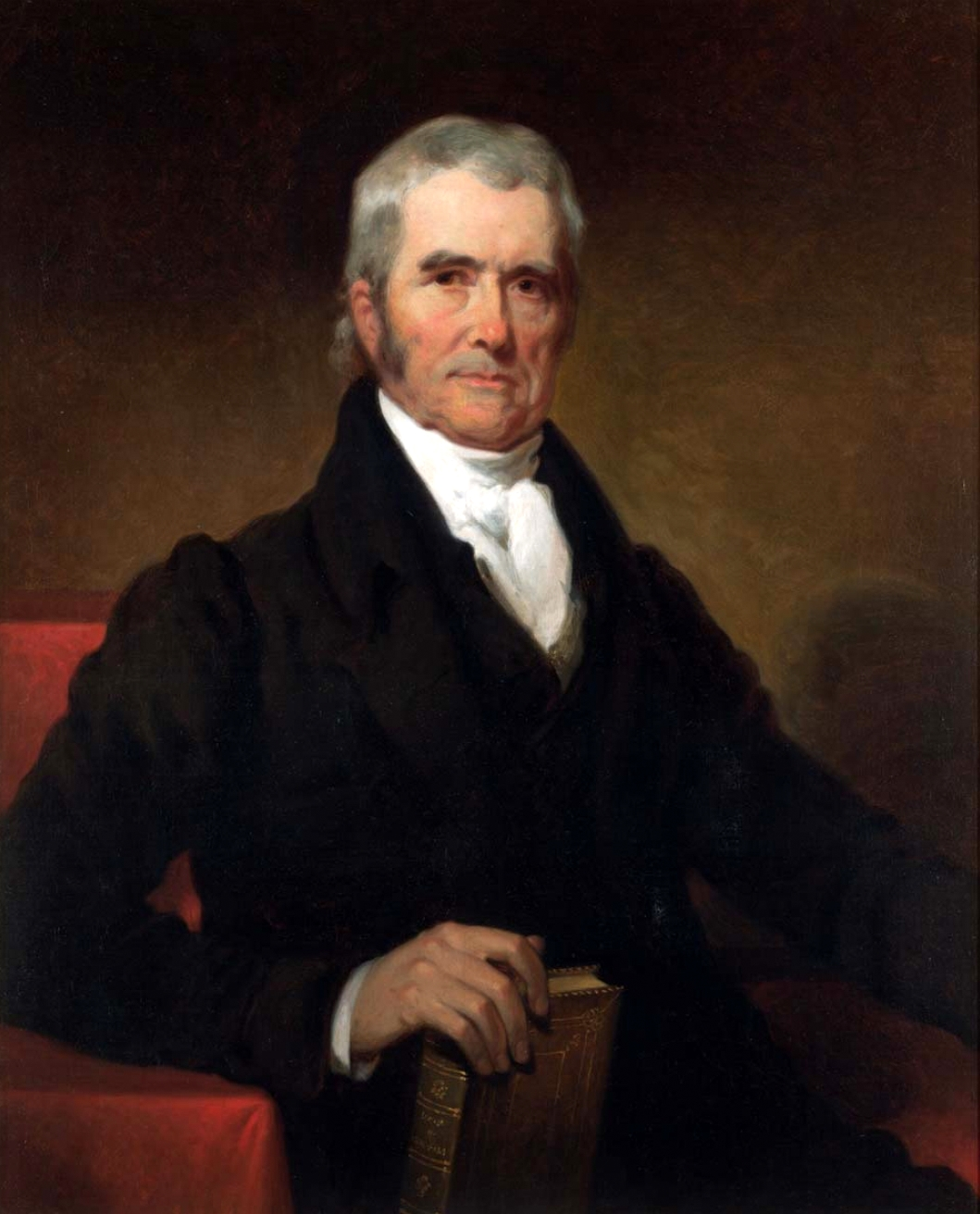
首席大法官：约翰·马歇尔

## 逝世
- 7月4日——湯瑪斯·傑佛遜，第3任美國總統（1743年出生）
- 7月22日——約翰·亞當斯，第2任美國總統（1735年年出生）

## 外部連結
- 维基共享资源上的相關多媒體資源：1826年美國